# Мартін Штрагаммер
Мартін Штрагаммер (нім. Martin Strahammer; 13 листопада 1890 — 2 травня 1945) — австро-угорський, австрійський і німецький офіцер, генерал-майор вермахту. Кавалер Лицарського хреста Залізного хреста з дубовим листям.

## Біографія
Учасник Першої світової війни, після закінчення якої продовжив службу в австрійській армії, офіцер Генштабу. Після аншлюсу автоматично перейшов у вермахт. З 1 квітня 1938 року — командир 49-го протитанкового дивізіону. З 1 березня 1939 року — комендант Хемніца. З листопада 1939 року — командир 240-го протитанкового дивізіону. Учасник Французької кампанії і Німецько-радянської війни. З 1941 року — командир 105-го, з 16 вересня 1942 року — 266-го піхотного полку. З осені 1943 року воював в Італії. З 15 квітня 1945 року — командир 114-ї єгерської дивізії. Був взятий в полон американськими військами і розстріляний невідомими особами.

## Звання
- Фанен-юнкер (10 жовтня 1912)
- Лейтенант (травень 1915)
- Оберлейтенант (1918)
- Гауптман (1923)
- Майор (26 вересня 1930)
- Оберстлейтенант (13 березня 1938)
- Оберст (1 квітня 1942)
- Генерал-майор (1 квітня 1945)

## Нагороди
- Срібна медаль «За хоробрість» (Австро-Угорщина)
  - 1-го класу
  - 1-го класу для офіцерів
- Медаль «За військові заслуги» (Австро-Угорщина)
  - бронзова з мечами
  - 2 срібних з мечами
- Хрест «За військові заслуги» (Австро-Угорщина) 3-го класу з військовою відзнакою і мечами
- Орден Залізної Корони 3-го класу з військовою відзнакою і мечами
- Військовий Хрест Карла
- Залізний хрест 2-го класу (8 вересня 1917)
- Медаль «За поранення» (Австро-Угорщина) з трьома смугами
- Пам'ятна військова медаль (Австрія) з мечами
- Хрест «За вислугу років» (Австрія) 2-го класу для офіцерів (25 років)
- Почесний знак «За заслуги перед Австрійською Республікою», золотий знак
- Пам'ятна військова медаль (Угорщина) з мечами
- Почесний хрест ветерана війни з мечами
- Медаль «За вислугу років у Вермахті» 4-го, 3-го, 2-го і 1-го класу (25 років)
- Нагрудний знак «За поранення» в чорному
- Застібка до Залізного хреста 2-го класу (4 липня 1941)
- Залізний хрест 1-го класу (5 серпня 1941)
- Штурмовий піхотний знак в сріблі (7 грудня 1941)
- Лицарський хрест Залізного хреста з дубовим листям
  - лицарський хрест (30 січня 1942)
  - дубове листя (№545; 11 серпня 1944)
- Медаль «За зимову кампанію на Сході 1941/42» (1942)
- Німецький хрест в золоті (11 березня 1943)
- Відзначений у Вермахтберіхт